# Jean-Claude Arnaud
Jean-Claude Arnaud, né le 14 février 1931 à Marsas  et mort à Paris le 2 décembre 2011, est un acteur français formé au Centre d'art dramatique de la rue Blanche (1950) puis au Conservatoire national supérieur d'art dramatique (1953-1956), d'où il est sorti avec un premier prix de comédie. Engagé à la Comédie-Française en 1956, il en a été sociétaire de 1968 à 1977 (444e sociétaire).

## Théâtre

### Comédie-Française

#### Mise en scène
- 1970 : Le Barbier de Séville de Beaumarchais

### Hors Comédie-Française
- 1964 : Antoine et Cléopâtre  de Shakespeare, Festival international de Carthages mise en scène julien Bertheau
- 1967 : On ne badine pas avec l'amour d'Alfred de Musset, mise en scène de Jean Darnel, Festival d'Art dramatique Saint-Malo
- 1968 : La main passe de Georges Feydeau, mise en scène Jacques Rosny, Théâtre des Célestins
- 1969 : Les Fontaines de Madrid de Lope de Vega, mise en scène de Jean Darnel, Théâtre de la Nature Saint-Jean-de-Luz
- 1976 : L'École des femmes de Molière, mise en scène de Jean Meyer, Théâtre des Célestins
- 1998 : Les Cinémas de la rue d'Antibes de Julien Vartet, mise en scène de l'auteur, Théâtre Edouard VII
- 1999 : Frédérick ou Le boulevard du crime d'Éric-Emmanuel Schmitt, mise en scène de Bernard Murat, tournée
- 2003 : Impair et Père de Ray Cooney, mise en scène de Jean-Luc Moreau, Théâtre de la Michodière

## Filmographie

### Cinéma
- 1961 : La Famille Fenouillard d'Yves Robert
- 1969 : Appelez-moi Mathilde de Pierre Mondy
- 1976 : Folies bourgeoises de Claude Chabrol
- 1982 : La vie est un roman d’Alain Resnais
- 1983 : Y a-t-il un pirate sur l'antenne ? de Jean-Claude Roy
- 1983 : En cas de guerre mondiale, je file à l'étranger de Jacques Ardouin
- 2008 : Il y a longtemps que je t'aime de Philippe Claudel

### Télévision
- 1959 : Les Trois Mousquetaires de Claude Barma
- 1967 : Au théâtre ce soir : Domino de Marcel Achard, mise en scène de Jean Piat, réalisation de Pierre Sabbagh, Théâtre Marigny
- 1968 : Au théâtre ce soir : La Toile d'araignée d'Agatha Christie, mise en scène Raymond Gérôme, réalisation Pierre Sabbagh, Théâtre Marigny
- 1970 : Au théâtre ce soir : Dix petits nègres d'Agatha Christie, mise en scène Raymond Gérôme, réalisation Pierre Sabbagh, Théâtre Marigny
- 1970 : Au théâtre ce soir : Un fil à la patte de Georges Feydeau, mise en scène Jacques Charon, réalisation Pierre Sabbagh, Théâtre Marigny (spectacle de la Comédie-Française)
- 1975 : Au théâtre ce soir : Monsieur Silence de Jean Guitton, mise en scène Christian Alers, réalisation Pierre Sabbagh, Théâtre Edouard VII
- 1976 : Au théâtre ce soir : Fanny et ses gens de Jerome K. Jerome, mise en scène Raymond Gérôme, réalisation Pierre Sabbagh, Théâtre Edouard VII
- 1976 : Les Cinq dernières minutes : Le Collier d'épingles de Claude Loursais (rôle d'Alcide Loré)
- 1976 : Adios, mini-série réalisée par André Michel
- 1976-1977 : Minichroniques de René Goscinny (rôle de Georges Bouchard)
- 1977 : Au Théâtre ce soir : Le Juste Milieu de Berry Callaghan, mise en scène Jacques Ardouin, réalisation Pierre Sabbagh, Théâtre Marigny
- 1978 : Messieurs les Jurés : L'Affaire Montvillers de Jean-Marie Coldefy (rôle de Roger Montvillers)
- 1981 : Les chardons de la colline de Gilles Laporte, réalisation Édouard Logereau, avec Bernadette Le Saché, Louis Arbessier, Claude Brosset, FR3
- 1981 : Au théâtre ce soir : Hallucination de Claude Rio, mise en scène Jacques Ardouin, réalisation Pierre Sabbagh, Théâtre Marigny
- 1981 : Julien Fontanes, magistrat, épisode La Dernière Haie de François Dupont-Midi
- 1984 : Au théâtre ce soir : Pomme, pomme, pomme de Jacques Audiberti, mise en scène Georges Vitaly, réalisation Pierre Sabbagh, Théâtre Marigny
- 1984 : Au théâtre ce soir : Dom Juan de Molière, mise en scène Robert Manuel, réalisation Pierre Sabbagh, Théâtre Marigny
- 1990 : Bon week-end, monsieur Bennett par Michel Fagadau au théâtre Daunou
- 2001 : Un Pique-nique chez Osiris de Nina Companeez